# Frans U. Fagernäs
Frans U. Fagernäs, finski general, * 1894, † 1980.